# Christian Krohg

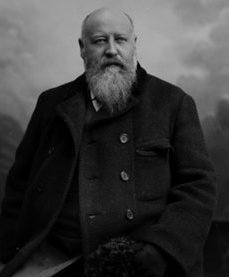
Christian Krohg

Christian Krohg (Vestre Aker, 13 augustus 1852 - Christiania, 16 oktober 1925) was een Noors kunstschilder, illustrator, schrijver en journalist. Samen met Erik Werenskiold en Fritz Thaulow wordt hij gerekend tot de belangrijkste Noorse kunstschilders van zijn generatie.

## Leven en werk
Krohg was de zoon van een advocaat en diplomaat en kleinzoon van een oud-minister. Hij studeerde rechten aan de Universiteit van Oslo en ging later naar de kunstacademie in Karlsruhe. Van 1881 tot 1882 werkte hij als kunstschilder in Parijs.
Geïnspireerd door het realisme koos hij vooral motieven uit het leven van alledag, vaak uit de sociale onderlaag. Bekend werden zijn reeks portretten van prostituees. Ook schreef hij onder de titel Albertine (1886) een roman over de prostitutiewereld, welke na verschijnen een schandaal veroorzaakte en door de politie werd geconfisqueerd.
Door zijn krachtige en directe stijl groeide Krogh in Noorwegen uit tot een leidende figuur in de overgang van romantiek naar realisme. Hij maakte deel uit van de Skagenschilders, samen met onder anderen Anna en Michael Ancher, en oefende invloed uit op Edvard Munch.
Krohg was voorts uitgever van het tijdschrift Impressionisten en van 1890 tot 1910 een vooraanstaand journalist van de Noorse krant Verdens Gang, waar hij vermaard was om zijn interviews. Later was hij ook nog leraar aan de Noorse Academie voor Fijne Kunsten (1909-1925).
Hij was gehuwd met kunstschilderes Oda Krohg (née Lasson). Veel van zijn werk bevindt zich momenteel in het Nationaal Museum voor Kunst, Architectuur en Design te Oslo en in Skagens Museum in Denemarken.
Aan de Karl Johans gate te Oslo staat een levensgroot standbeeld van Krogh.

## Galerij

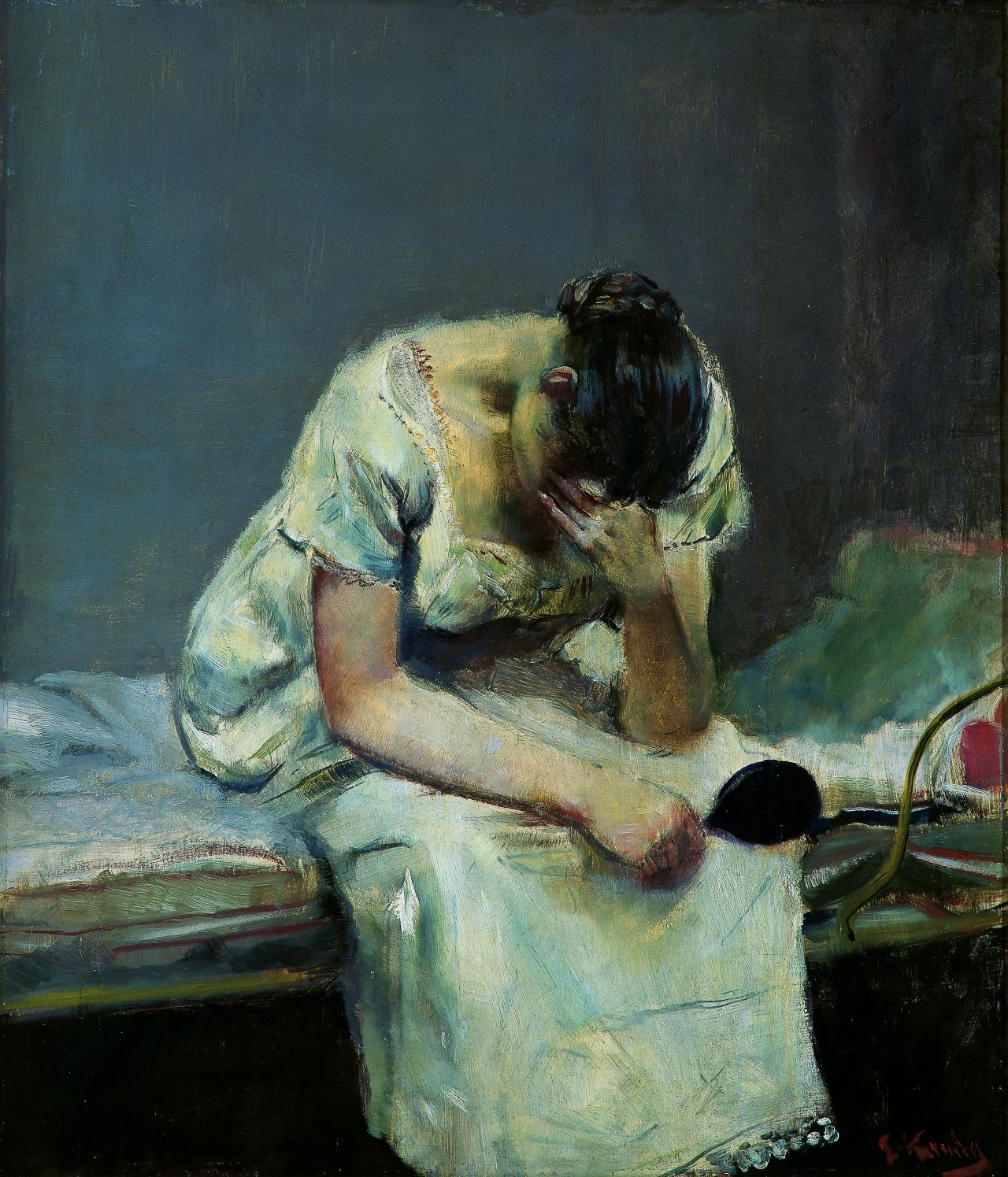
Madelaine, 1883, Lillehammer Kunstmuseum
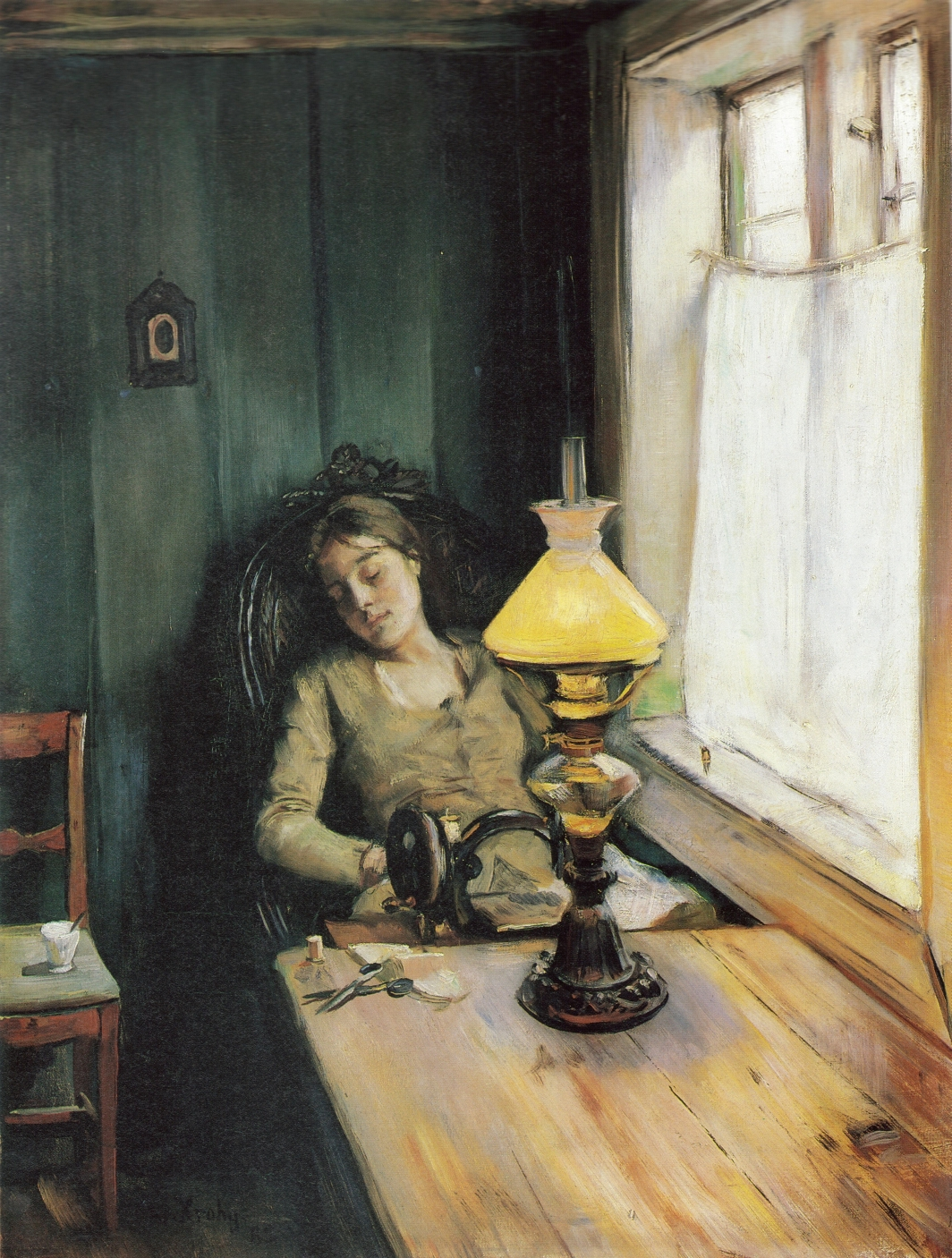
Trett (Moe), 1885, Nationaal Museum voor Kunst, Architectuur en Design, Oslo
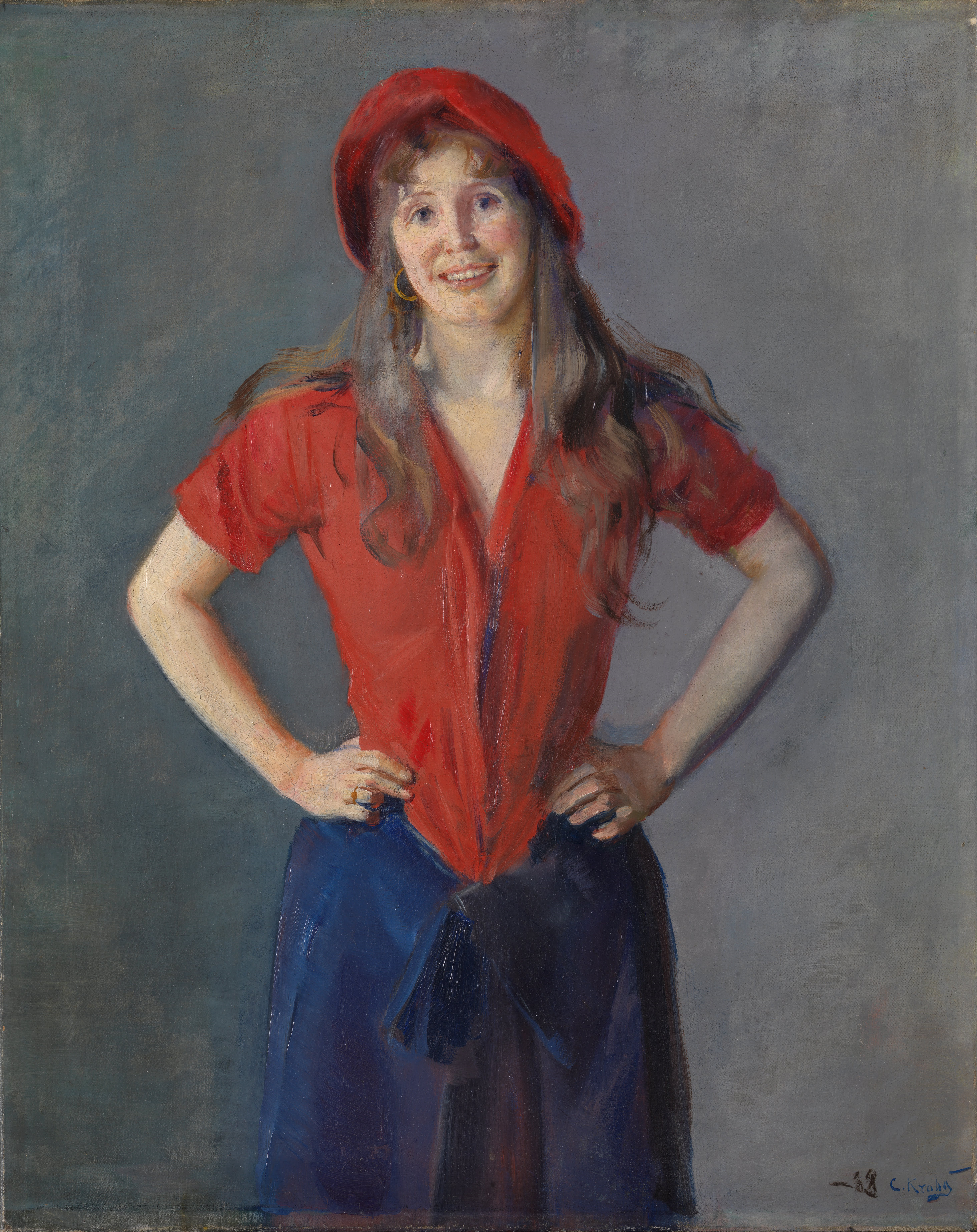
Portret van Oda Krohg, 1886, Nationaal Museum voor Kunst, Architectuur en Design, Oslo
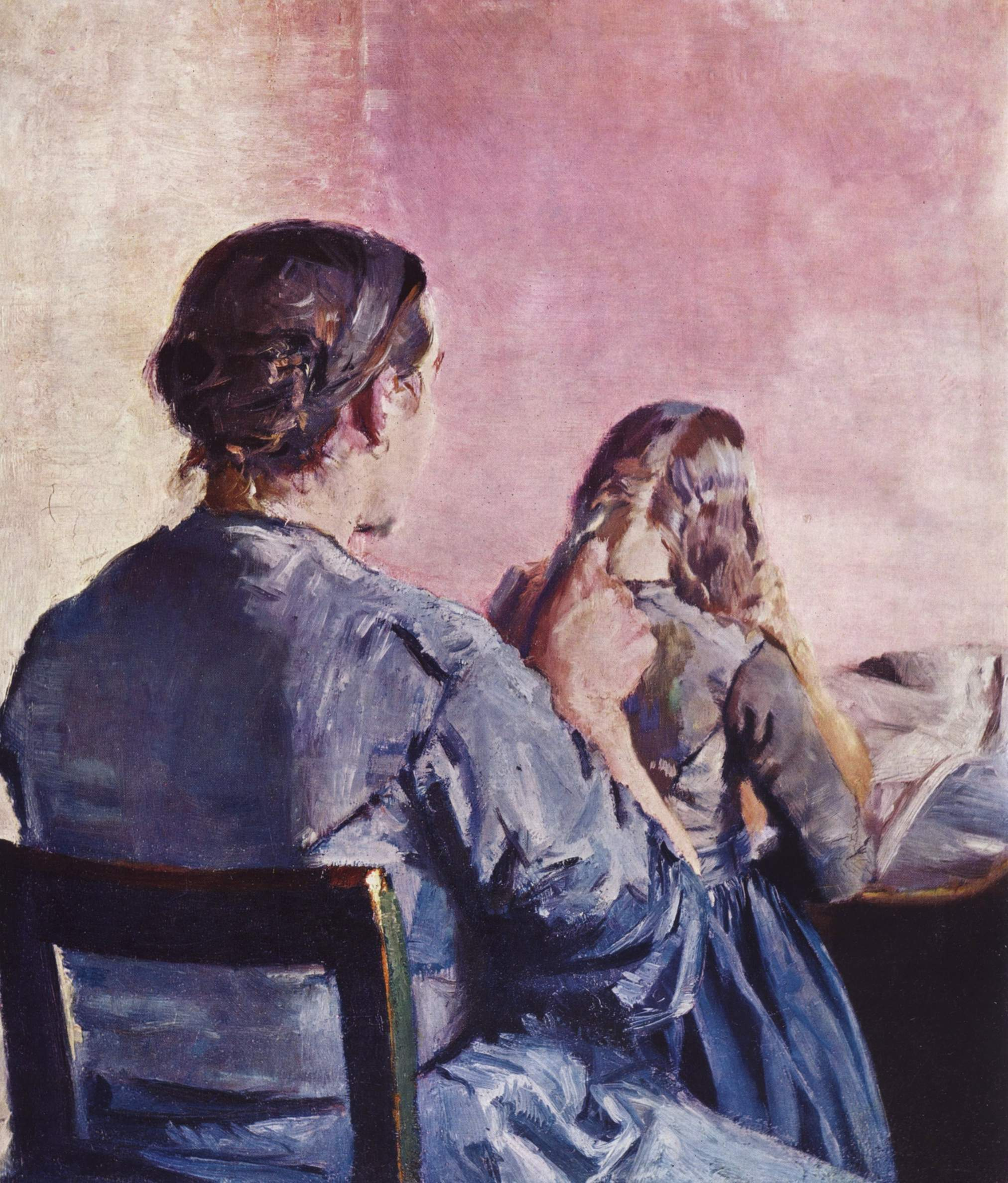
Håret flettes (Het haar wordt gevlochten), 1888, Nationaal Museum voor Kunst, Architectuur en Design, Oslo
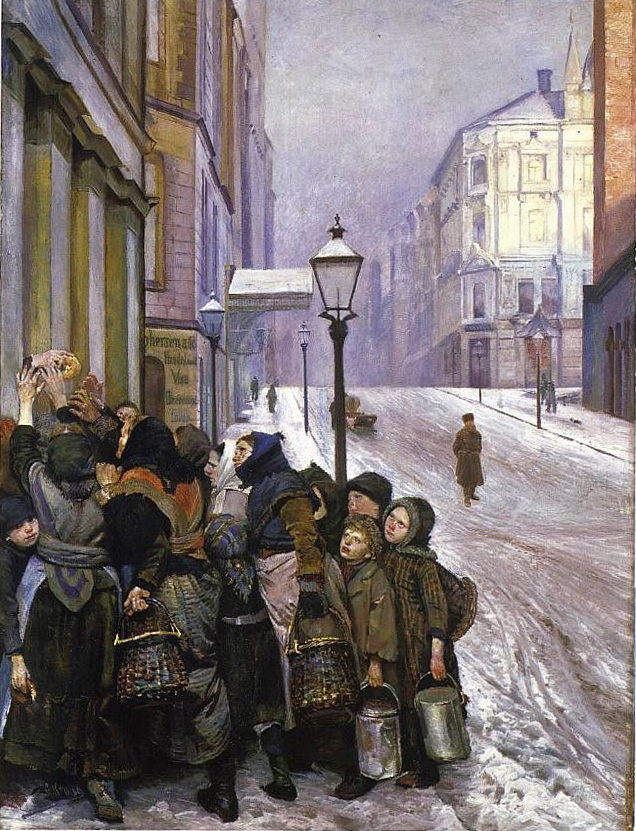
Kampen for tilværelsen (Strijd om het bestaan), 1889, Nationaal Museum voor Kunst, Architectuur en Design, Oslo
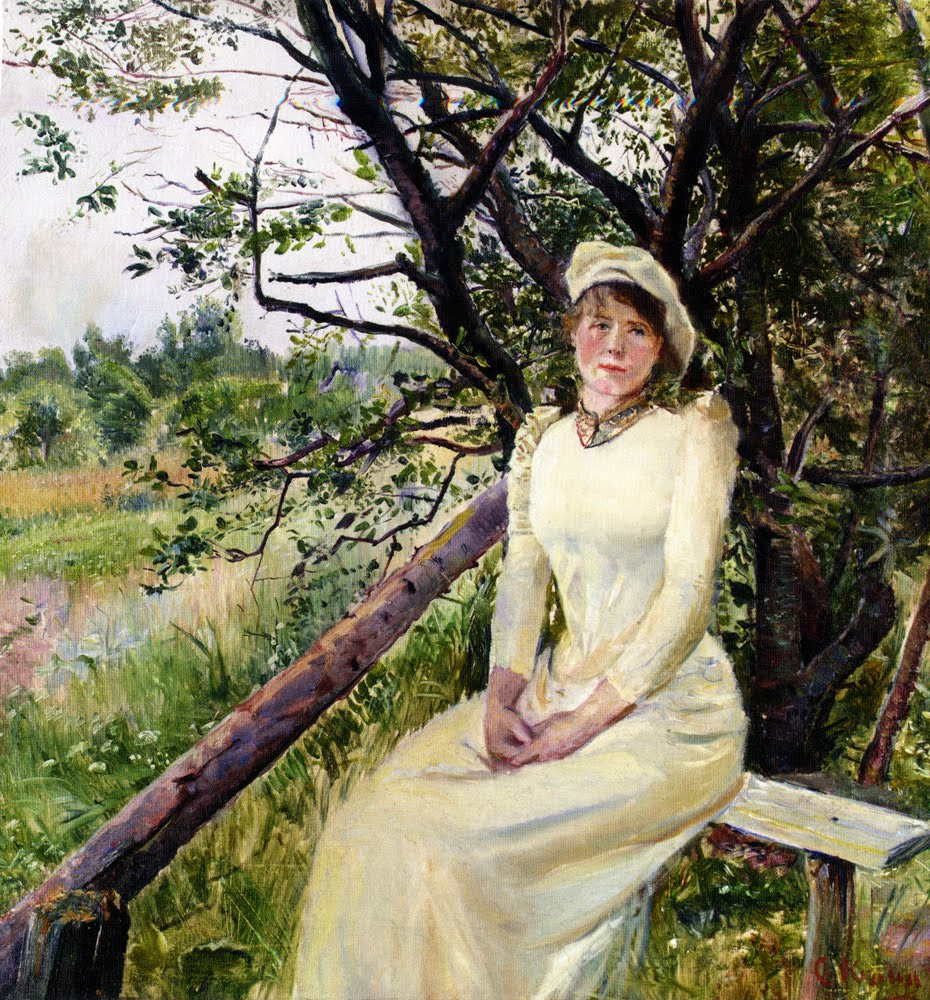
Ung kvinne pa en benk (Jonge vrouw op een bankje), ca. 1890
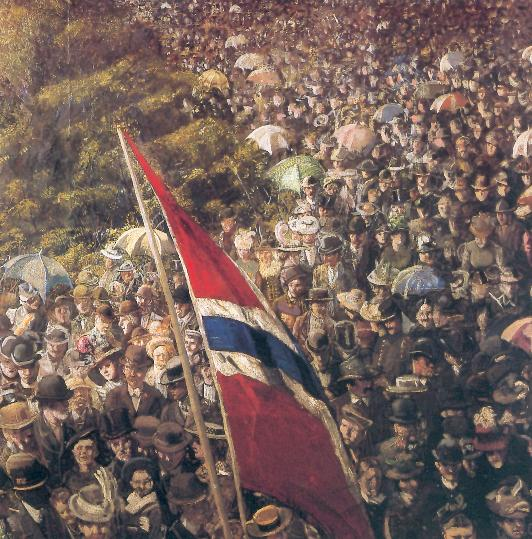
Noorse nationale dag: 17 mei 1893
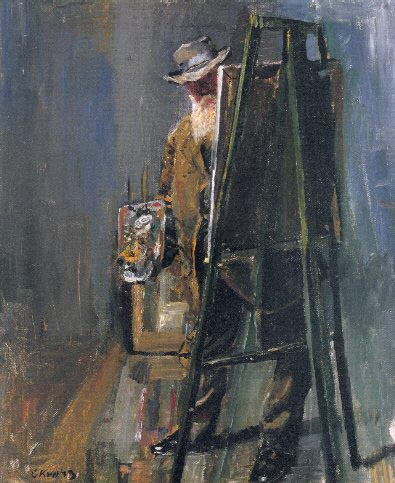
Selvportrett med staffeli (Zelfportret met ezel), 1912, Nationaal Museum voor Kunst, Architectuur en Design, Oslo
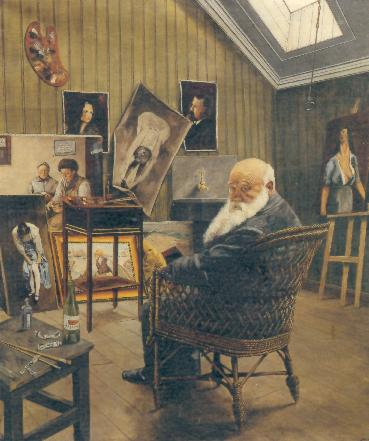
Selvportrett (Zelfportret), 1917
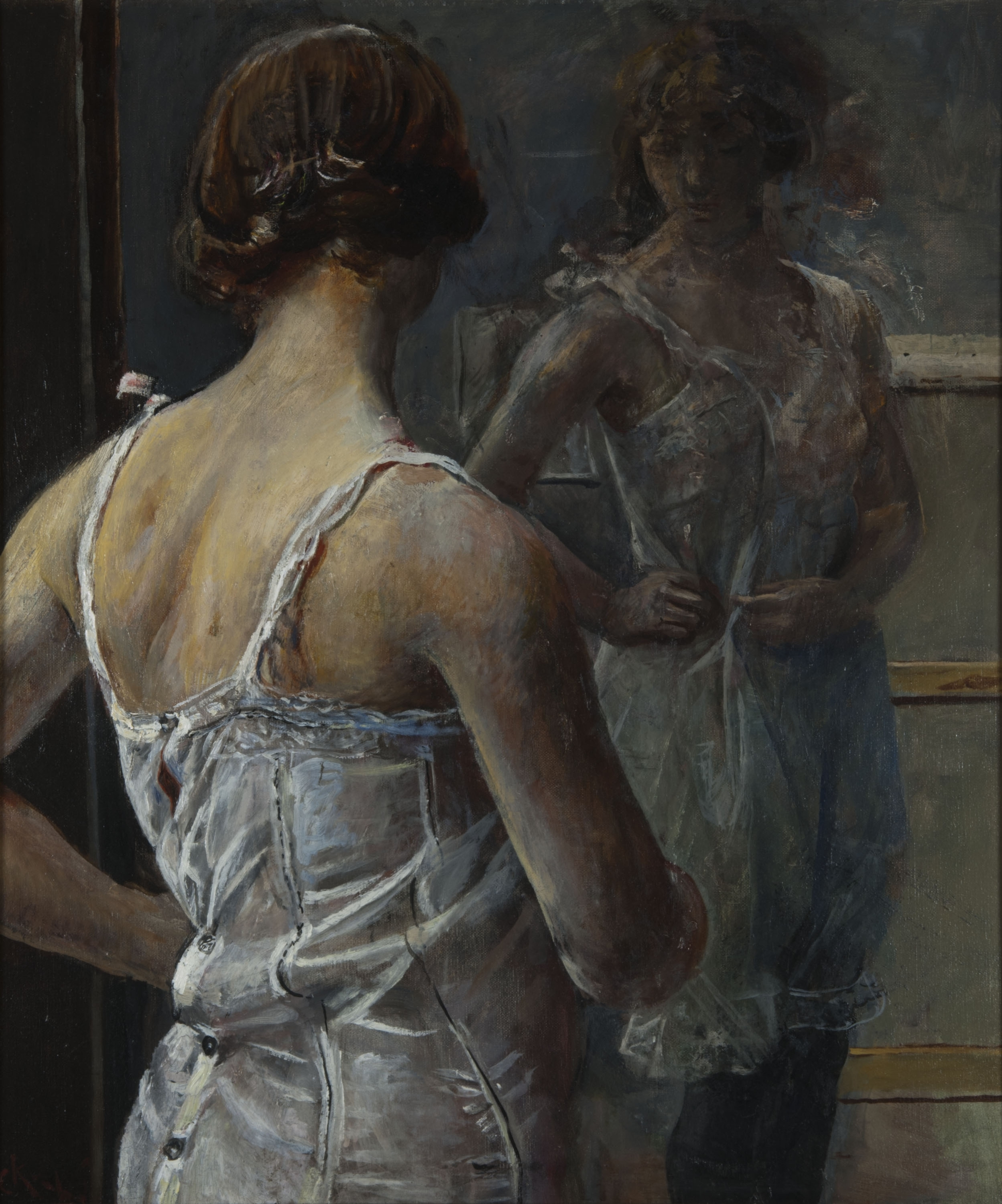
Toilet, 1921, Stavanger Kunstmuseum